# Sistema de archivos en el espacio de usuario
El sistema de archivos en el espacio de usuario, o simplemente SAEU o FUSE (en inglés, Filesystem in Userspace) es un módulo cargable de núcleo para sistemas operativos de computador tipo Unix, que permite a usuarios no privilegiados crear sus propios sistemas de archivos sin necesidad de editar el código del núcleo. Esto se logra mediante la ejecución del código del sistema de archivos en el espacio de usuario, mientras que el módulo FUSE solo proporciona un "puente" a la interfaz del núcleo real. FUSE fue oficialmente fusionado con la corriente principal del kernel Linux en la versión 2.6.14.

## Disponibilidad
FUSE está disponible para Linux, FreeBSD, OpenBSD, NetBSD (llamado puffs), OpenSolaris, Minix 3, Android y macOS.

## Uso
FUSE es útil para la creación de sistemas de archivos virtuales. A diferencia de los tradicionales sistemas de archivos, que, en esencia, guardan y recuperan los datos desde un disco, los sistemas de archivos virtuales en realidad no almacenan datos propios. Actúan como una visualización o traducción de un sistema de archivos existente o dispositivo de almacenamiento.

## Ejemplos
- GlusterFS: Sistema de archivos agrupado distribuido con capacidad de  petabytes.
- SSHFS: Provee acceso a sistemas de archivos remotos a través de SSH
- GmailFS: Sistema de archivos  que guarda los datos como correos en Gmail
- WikipediaFS: Muestra y edita los artículos de  Wikipedia como si fueran archivos